# Markus Bötefür
Markus Bötefür (* 23. Juli 1965 in Oberhausen) ist ein deutscher Historiker, Schriftsteller und Angelexperte.

## Wirken
Bötefür studierte an der Universität-Gesamthochschule Essen (heute Universität Duisburg-Essen) Geschichte und Germanistik. 1995 legte er dort das Magisterexamen ab und promovierte 1999 am Lehrstuhl von Paul Münch mit der mentalitätsgeschichtlichen Studie Reiseziel ständische Integration. Kavalierstourberichte des 17. und 18, Jahrhunderts als Quellen der deutschen Kultur- und Mentalitätsgeschichte. Neben seiner literaturhistorischen Arbeit beschäftigt er sich auch mit regionalgeschichtlichen Themen der frühen Neuzeit, besonders mit der Lokalgeschichte des Ruhrgebiets. Kurz nach der Jahrtausendwende war Bötefür als Gastdozent an der Prinz-von-Songkhla-Universität im thailändischen Pattani. Seit einigen Jahren forscht er zur Geschichte der europäisch-asiatischen Beziehungen in der frühen Neuzeit. Er schreibt auch Kriminalromane, die zumeist im Ruhrgebiet angesiedelt sind und die deutsch-vietnamesische Kommissarin Thi Fischer zur Heldin haben. Bötefür gilt als Angelexperte und verfasste zu diesem Thema zahlreiche Bücher und drehte einige Filme.